# Molcsanovói járás

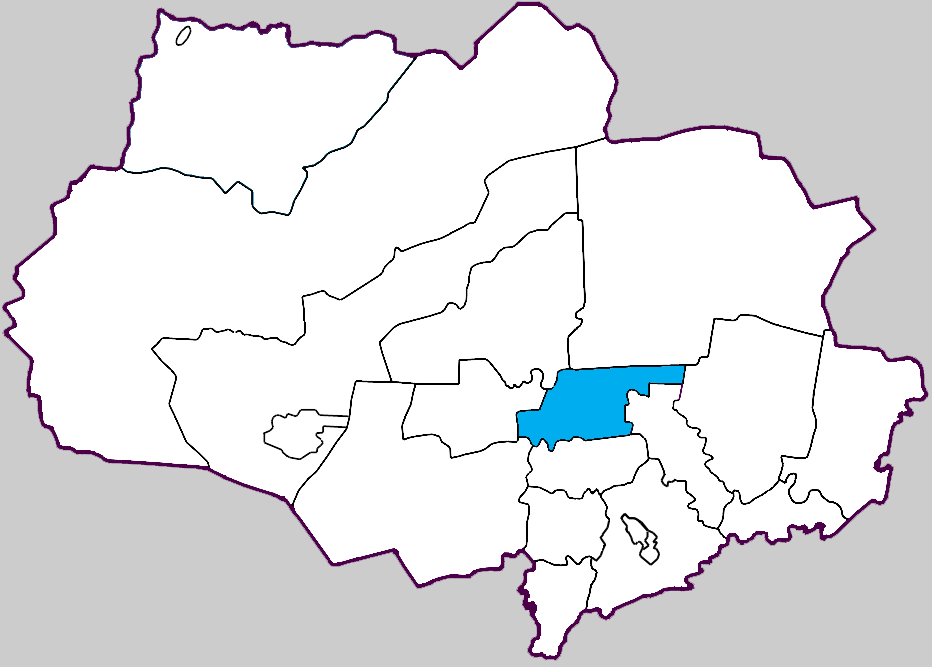
A Molcsanovói járás az Tomszki területen

A Molcsanovói járás (oroszul Молчановский район) Oroszország egyik járása a Tomszki területen. Székhelye Molcsanovo.

## Népesség
- 1989-ben 19 217 lakosa volt.
- 2002-ben 15 591 lakosa volt.
- 2010-ben 13 446 lakosa volt.